# آندژی پاووفسکی
آندژی پاووُفسکی (لهستانی: Andrzej Pawłowski؛ ۲۰ ژوئیه ۱۹۲۵ – ۱۶ فوریهٔ ۱۹۸۶) یک کارگردان فیلم، نقاش، مجسمه‌ساز و هنرمند آوانگارد اهل لهستان بود.
او یکی از نوآوران معروف در حوزهٔ طراحی صنعتی است و یکی از فیلم‌های تجربی‌اش به نام «سینه‌فرم‌ها» از مشهورترین نمونه‌هیا فیلم آوانگارد در لهستان است.